# Killing Machine
A Killing Machine a brit Judas Priest ötödik nagylemeze, mely 1978 októberében jelent meg. Elődeihez hasonlóan a kritika és a rajongótábor egyaránt jól fogadta a lemezt, melyre egy Fleetwood Mac feldolgozás is felkerült  Green Manalishi címmel. A lemez amerikában Hell Bent For Leather címmel jelent meg, mert az amerikaiak túl kegyetlennek tartották az eredeti változatot. A Take on the World a listákra is feljutott, de az Evening Star-ral is szerepeltek tévéműsorokban. A Running Wild nyomán egy német heavy metal zenekar is megszületett azonos névvel.

## Számlista
A dalokat Rob Halford, K. K. Downing és Glenn Tipton írta.
1. "Delivering the Goods" – 4:16
2. "Rock Forever" – 3:16
3. "Evening Star" (Halford, Tipton) – 4:06
4. "Hell Bent for Leather" (Tipton) – 2:41
5. "Take on the World" (Halford, Tipton) – 3:00
6. "Burnin' Up" (Downing, Tipton) – 4:07
7. "The Green Manalishi (Peter Green) – 3:23
8. "Killing Machine" (Tipton) – 3:01
9. "Running Wild" (Tipton) – 2:58
10. "Before the Dawn" – 3:23
11. "Evil Fantasies" – 4:15

### 2001-es bónusz számok
1. "Fight for Your Life" – 4:06 (1984-es felvétel Defenders of the Faith sessions)
2. "Riding on the Wind" (élő) – 3:16

## Zenészek
- Rob Halford:  ének
- K. K. Downing: gitár
- Glenn Tipton: gitár, háttérvokál
- Ian Hill: basszusgitár
- Les Binks: dob

## Helyezés
Billboard (Észak -  Amerika)
| Év   | Chart      | Hely |
| ---- | ---------- | ---- |
| 1979 | Pop Albums | 128  |